# 大阪外環状線
大阪外環状線（おおさかそとかんじょうせん）は、大阪府が計画・事業化した都市計画道路・広域幹線道路のうちの一つで、現在は国道170号のバイパス道路および国道171号の一部区間として供用されている環状道路である。略称は「外環」（そとかん）。
大阪府内の外かく部を通り、大阪郊外の主要都市を結ぶ骨格的な環状道路軸である。国道171号と国道170号をまたいではいるものの、現実として両者の関連性は大きいとはいえない。また、1980年代以降は国道171号は外環と称することが少なくなっている。
なお、国道170号バイパスに平行する旧道を一般に「旧外環」「旧外」などと称することがあるが、「外環」はあくまでバイパス道路につけられた名称であるという観点からは必ずしも正しいとはいえない。

## 概要
日本の高度経済成長のさなかの1965年（昭和40年）、大阪府北部の千里丘陵において大阪万博が1970年（昭和45年）に開催されることが決定した。それに伴い、開催地までの交通アクセスの整備が求められるようになり、各方面の都市計画道路が早急に計画され、事業化された。大阪府の外郭部を通る道路の整備も急がれ、特に兵庫県内 - 大阪府北部 - 藤井寺市沢田（1969年3月21日開通の西名阪自動車道藤井寺インターチェンジとの接点となる）の区間は早急に事業化され、万博が開幕された1970年3月14日までに供用が開始された。また、羽曳野市以北では淀川を水源とする府営水道（現在の大阪広域水道企業団）の幹線送水管を大阪外環状線の地下に敷設し、村野浄水場（枚方市）から大阪府東・南部へ水道水を供給することとした。
河内長野市以西の区間について、計画決定自体は比較的早かったものの、その後、事業化がされないまま1982年にルートの見直しを含む計画の変更を行っている。 1984年、関西国際空港が泉州沖の大阪湾を埋め立てて建設されることが決定したため、南河内地域と泉州地域・関西空港を結ぶ幹線道路として事業化され、1994年にようやく全線が供用された。用地取得の最も遅い区間で1992年に取得しており、計画決定から全通するまでに時間がかかっている（「関空道路」の別名がある）。
ほぼ全線が4車線で計画されたものの、2023年現在、河内長野市小山田町 - 和泉市南面利（なめり）町および熊取町から泉佐野市の末端にかけての区間は暫定2車線での供用となっている。ごく一部の区間を除き拡張用地は確保済みであるが、4車線化の見通しは立っていない。国道1号（枚方バイパス）分岐部北側の一部区間も2車線となっている。
国道170号、国道171号にも記載されているが、特に河内長野市以北の区間については、すでに交通容量が飽和状態にあり、慢性的な混雑と渋滞を引き起こしている。そのような状況を打破すべく、都市計画道路十三高槻線（大阪府道14号線バイパス）および都市計画道路大阪内陸都市環状線が事業中および計画調査中である。ただし、前者は国道からは距離がかなり離れているため、抜本的な解決となるかは不明である。後者は一部区間が泉北1号線として供用されているものの、残りの区間は事業化される見通しも立っていない。
区間
- 大阪府池田市（新開橋交差点） - 大阪府高槻市（八丁畷交差点） - 大阪府泉佐野市（上瓦屋交差点）

| 新開橋交差点（起点） |  | 八丁畷交差点 |  | 上瓦屋交差点（終点） |
| 新開橋交差点（起点） |  | 八丁畷交差点 |  | 上瓦屋交差点（終点） |

距離
- 約94.499 km

計画幅員
- 20 m（4車線）

## 事業名称
大阪外環状線自体は一つの事業として計画・建設されたわけではなく、いくつかの事業計画に基づいて建設され、途中の事業計画見直し等により、最終的に「都市計画道路 大阪外環状線」となった。
- 都市計画道路 大阪京都線 （主要地方道大阪高槻京都線旧道の一部区間）
- 都市計画道路 京都神戸線 （国道171号。池田バイパスを含む） 1967年までに事業化決定
- 都市計画道路 枚方高槻線 （主要地方道枚方亀岡線） 1964年までに事業開始
- 都市計画道路 高槻橋本線 （国道170号バイパス： 高槻市 - 河内長野市の区間） 1965年までに計画決定
- 都市計画道路 大阪外環状線 （主要地方道枚方富田林泉佐野線バイパス： 河内長野市 - 泉佐野市の区間） 1970年までに計画決定

## 開通年度
- 1963年（昭和38年）： 4月1日に国道170号（大阪府高槻市～和歌山県橋本市）が制定施行（1962年5月1日政令第185号の施行）
- 1967年（昭和42年）： 高槻市 - 枚方市間（枚方大橋の架け替えも竣工）
- 1969年（昭和44年）： 藤井寺市（沢田交差点）以北
- 1969年（昭和44年）： 国道171号区間（全通）
- 1974年（昭和49年）： 羽曳野市（白鳥北交差点）以北
- 1979年（昭和54年）： 富田林市（総合体育館前交差点）以北
- 1981年（昭和56年）： 河内長野市（工業団地前交差点）以北 （原町北交差点～工業団地前交差点は昭和54年度までに開通）
- 1982年（昭和57年）： 4月1日に国道170号（大阪府高槻市～大阪府泉佐野市）が制定施行（1981年4月30日政令第153号の施行）
- 1994年（平成6年）： 8月31日に全通

## 通過市町村・沿道施設
- 国道170号、国道171号を参照のこと。

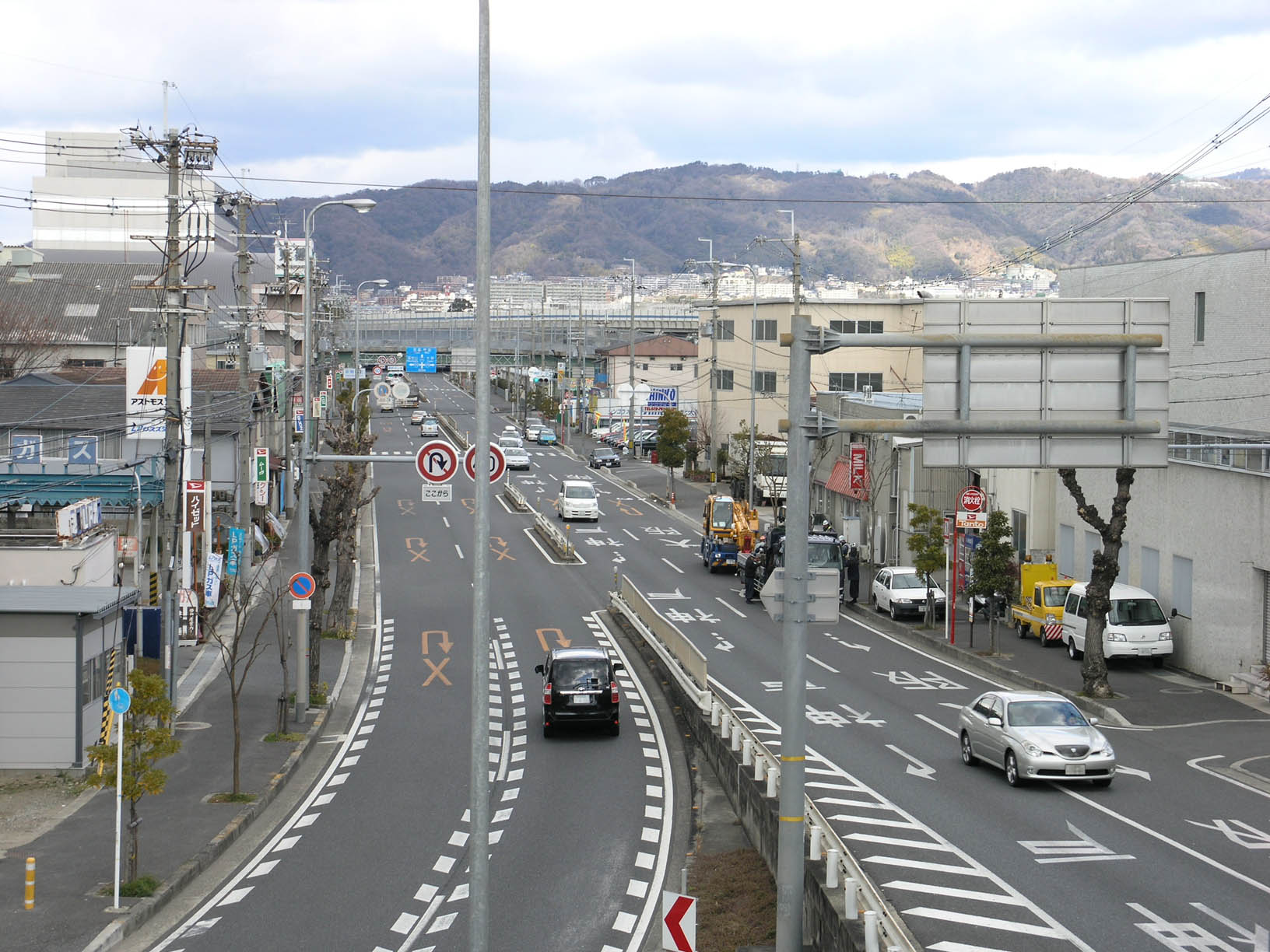
国道171号池田バイパス区間（池田市新開橋交差点の北）
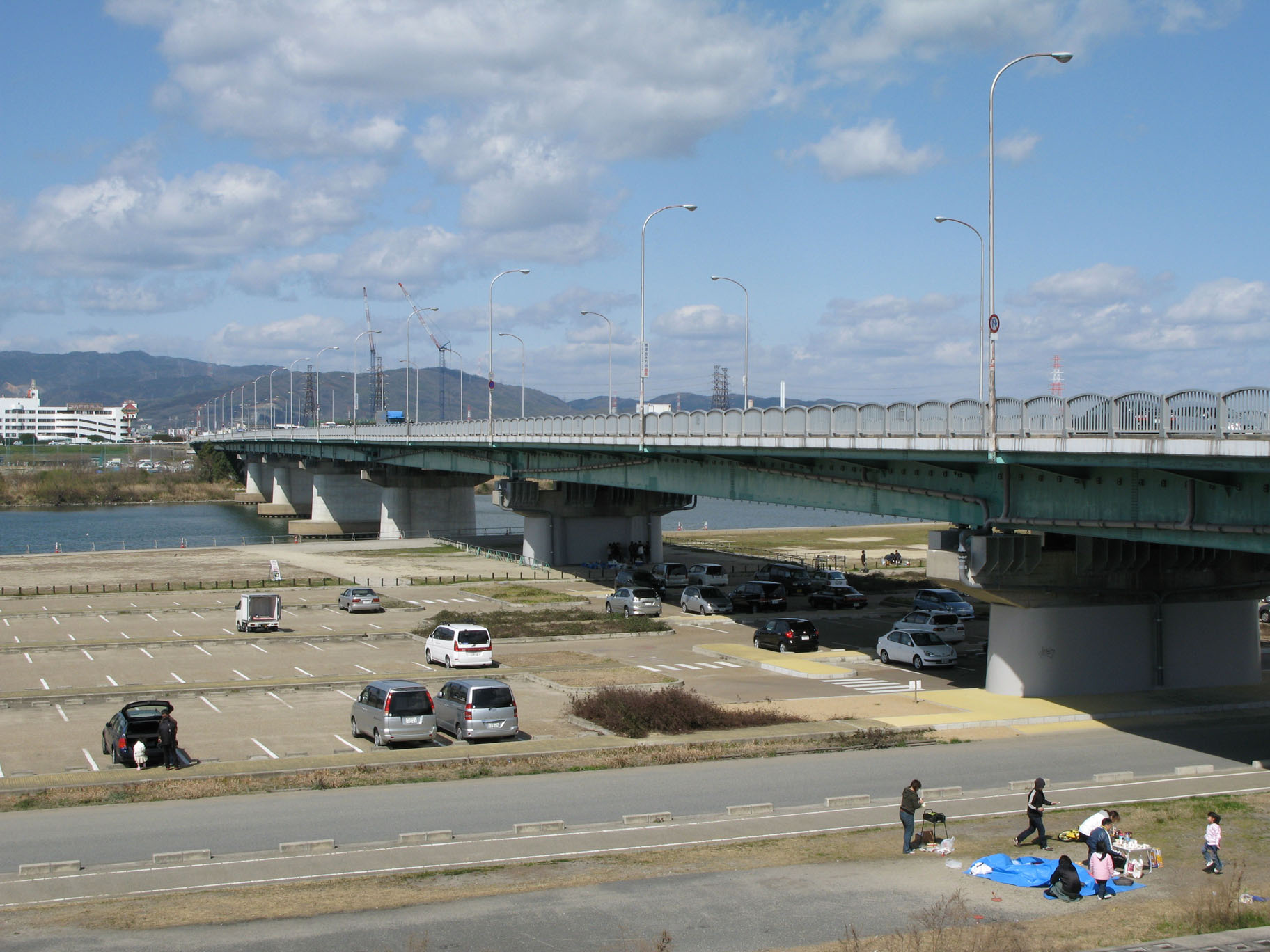
淀川・枚方大橋（高槻市・枚方市）
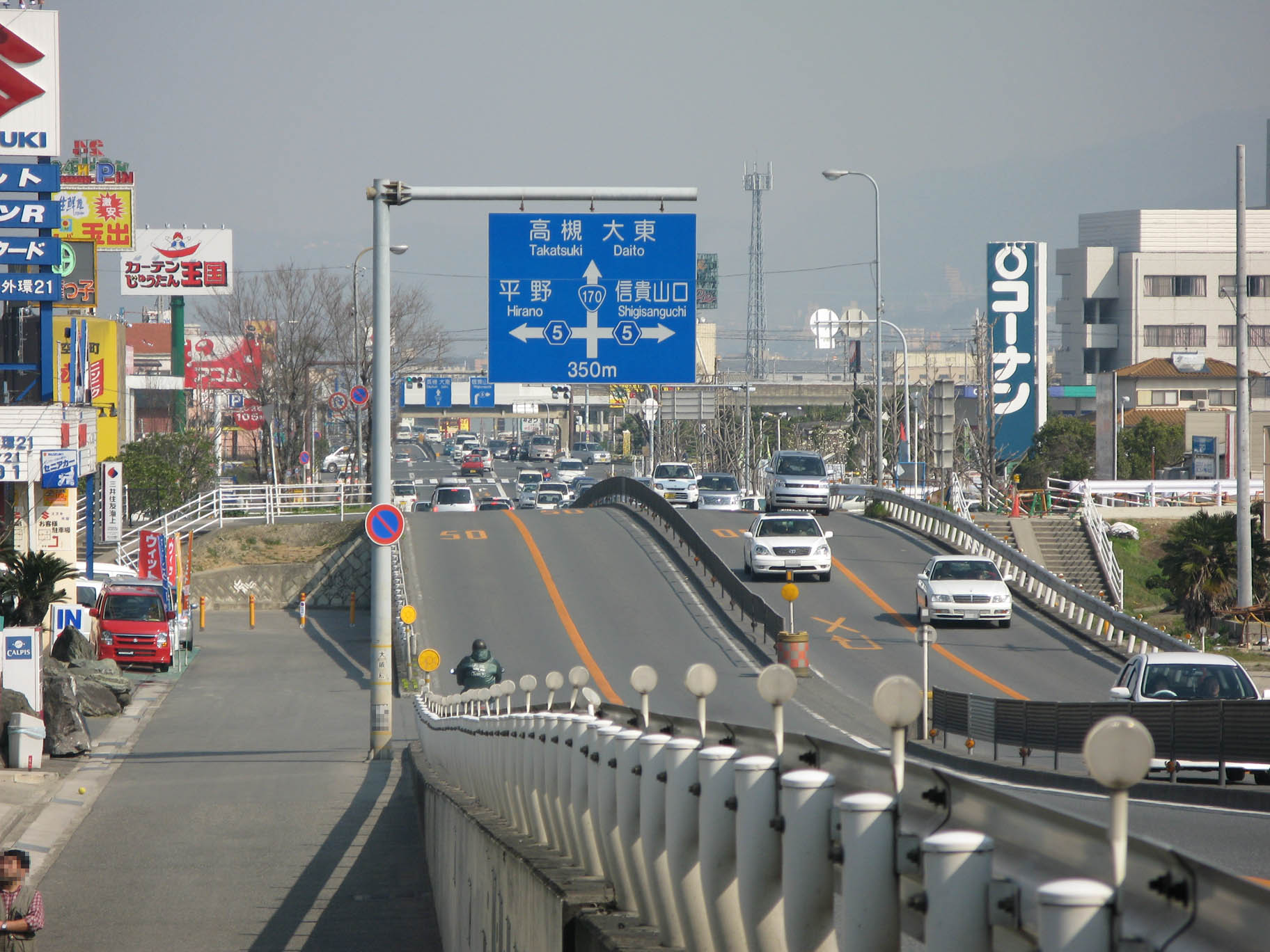
平田川交差点（八尾市服部川付近）
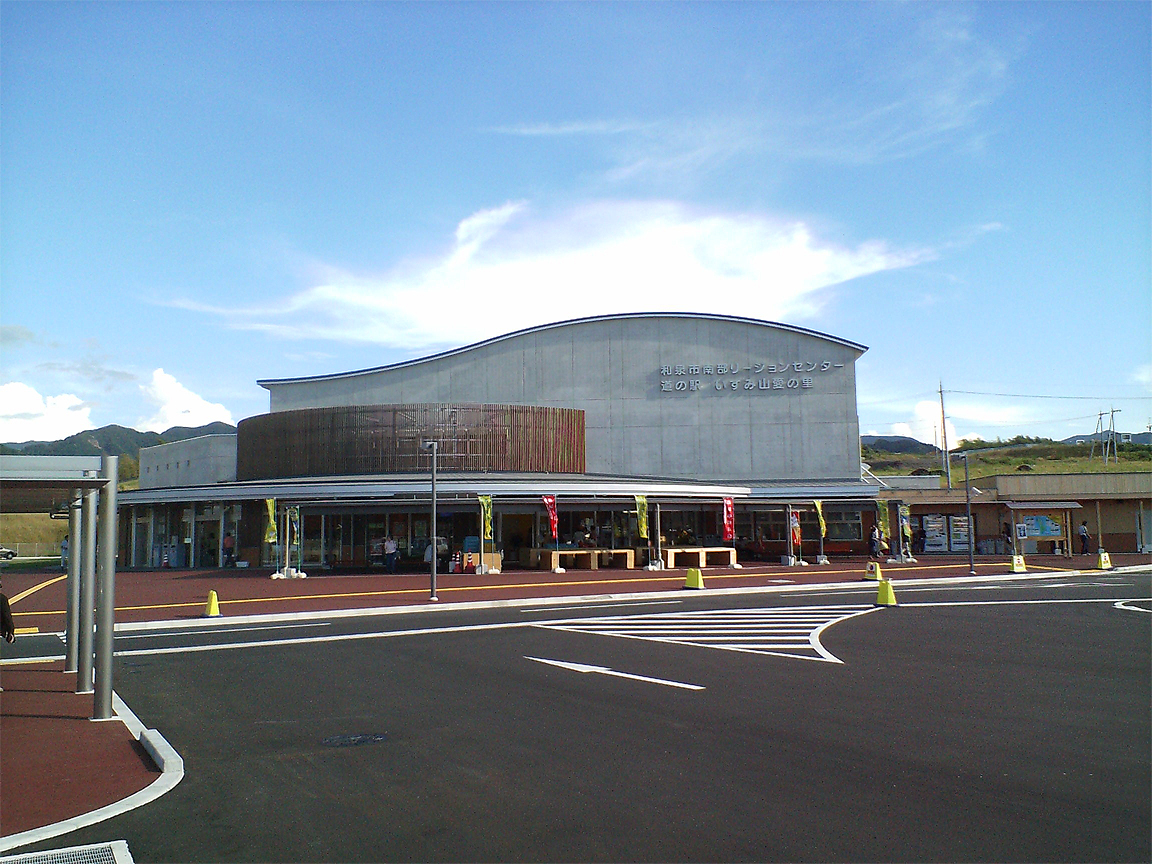
道の駅いずみ山愛の里（和泉市仏並町）
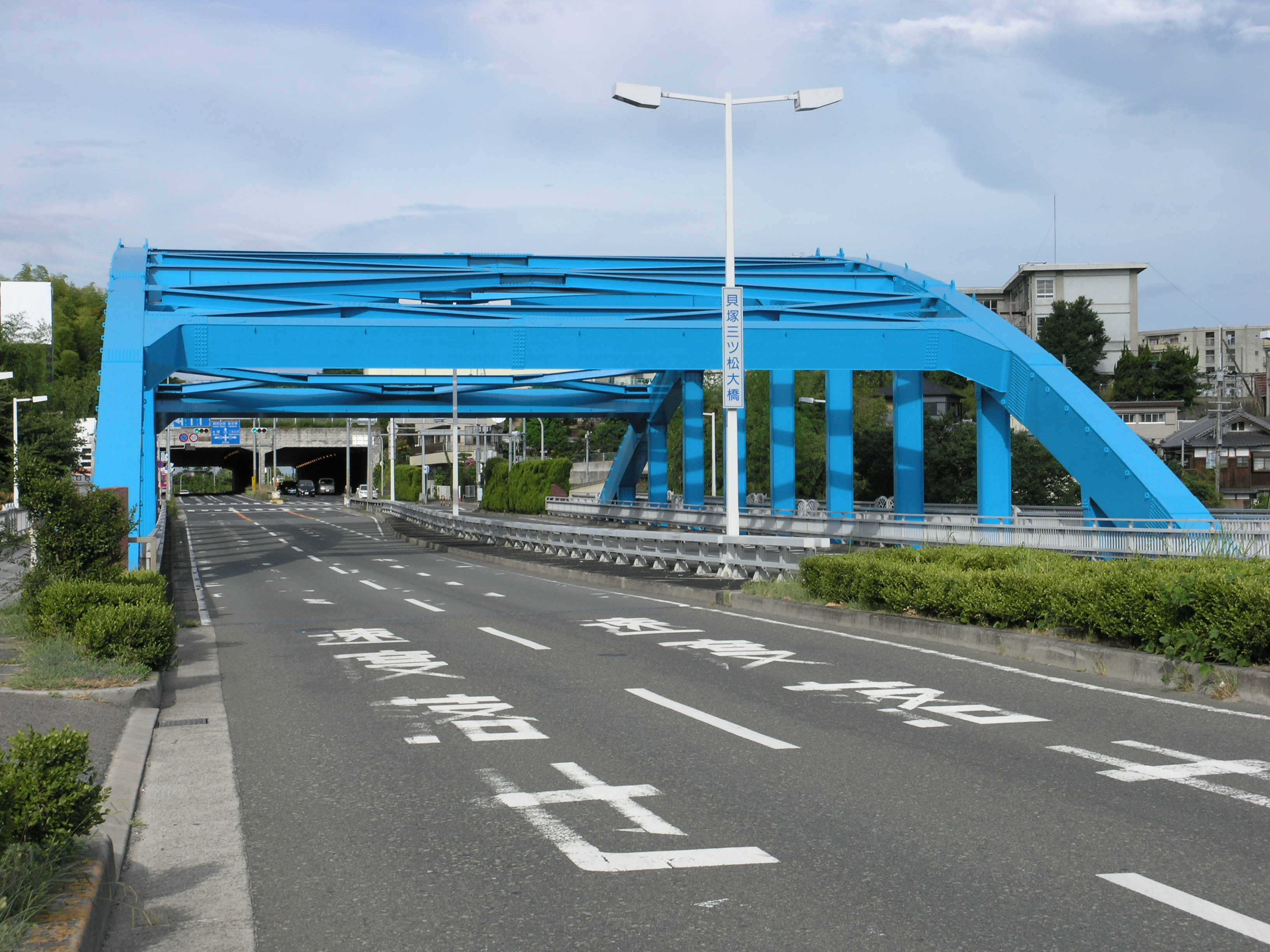
貝塚三ツ松大橋（貝塚市）